# El Mirage (Arizona)
El Mirage is een plaats (city) in de Amerikaanse staat Arizona, en valt bestuurlijk gezien onder Maricopa County.

## Demografie
Bij de volkstelling in 2000 werd het aantal inwoners vastgesteld op 7609.
In 2006 is het aantal inwoners door het United States Census Bureau geschat op 25.531, een stijging van 17922 (235,5%).

## Geografie
Volgens het United States Census Bureau beslaat de plaats een oppervlakte van
25,0 km², geheel bestaande uit land. El Mirage ligt op ongeveer 314 m boven zeeniveau.

## Plaatsen in de nabije omgeving
De onderstaande figuur toont nabijgelegen plaatsen in een straal van 16 km rond El Mirage.